# Márta Mészárosová
Márta Mészárosová (* 19. září 1931, Budapešť, Maďarsko) je maďarská filmová režisérka. Jejím nejúspěšnějším filmem je Deník pro mé děti (Napló gyermekeimnek), jenž v roce 1982 vyhrál Velkou cenu poroty na mezinárodním filmovém festivalu v Cannes. Jednalo se o jeden ze série filmů na motivy deníku natočený v 80. letech.

## Filmografie (výběr)
- 1968 – Eltavozott nap
- 1975 – Örökbefogadás
- 1978 – Olyan, mint otthon
- 1981 – Anna
- 1984 – Napló gyermekeimnek (Deník pro mé děti)
- 1986 – Naplo szerelmeimnek
- 1990 – Naplo apamnak, anyamnak (Deník pro mou matku a otce)
- 1992 – Edith és Marlene (TV)
- 1993 – A magzat
- 1995 – La settima stanza
- 1999 – A szerencse lanyai
- 2000 – Kisvilma – Az utolsó napló